# Berberis pectinata
Berberis pectinata là một loài thực vật thuộc họ Berberidaceae. Đây là loài đặc hữu của Ecuador.